# Scaligeria setacea
Scaligeria setacea är en flockblommig växtart som först beskrevs av Alexander Gustav von Schrenk, och fick sitt nu gällande namn av Jevgenij Korovin. Scaligeria setacea ingår i släktet Scaligeria och familjen flockblommiga växter. Inga underarter finns listade i Catalogue of Life.